# Gina Rinehart

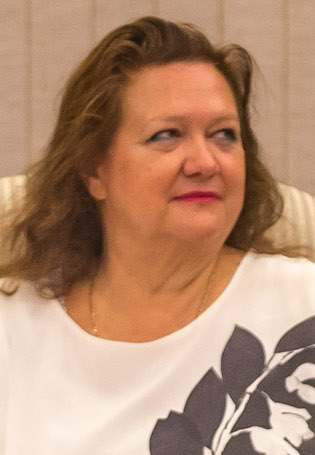
Gina Rinehart in 2015

Georgina "Gina" Hope Rinehart (Perth, 9 februari 1954) is een Australische zakenvrouw. Ze is de erfgename van Hancock Prospecting en dochter van de overleden magnaat Lang Hancock en Hope Margaret Nicholas. Rinehart investeerde onder andere in mediaondernemingen, als grootse aandeelhouder in Fairfax Media en met een groot aandeel in Ten Network Holdings. In 2011 noemden zowel Forbes Asia als Business Review Weekly Rinehart als rijkste inwoner van Australië. In 2012 zou ze de rijkste vrouw ter wereld zijn.

## Ranglijsten rijkste persoon van Australië
| Jaar  | BRW Rich 200 | BRW Rich 200      | Forbes Australia's 40 Richest | Forbes Australia's 40 Richest |
| Jaar  | Rang         | Nettowaarde (AUD) | Rang                          | Nettowaarde (US$)             |
| ----- | ------------ | ----------------- | ----------------------------- | ----------------------------- |
| 2006  | 8            | $1.80 miljard     |                               |                               |
| 2007. | 4            | $4.00 miljard     | 14                            | $1.00 miljard                 |
| 2008  | 5            | $4.39 miljard     | 6                             | $2.40 miljard                 |
| 2009  | 4            | $3.47 miljard     | 7                             | $1.50 miljard                 |
| 2010  | 5            | $4.75 miljard     | 9                             | $2.00 miljard                 |
| 2011  | 1            | $10.31 miljard    | 1                             | $9.00 miljard                 |
| 2012  | 1            | $29.17 miljard    | 1                             | $19.00 miljard                |

## Verder lezen
- "Lang Hancock's daughter comes of age", National Library of Australia, 19 february 1975, p. 10.
- Cadzow, Jane, "The iron lady", The Age, 21 januari 2012.